# Eleutherococcus pilosulus
Eleutherococcus pilosulus är en araliaväxtart som först beskrevs av Alfred Rehder, och fick sitt nu gällande namn av C.H.Kim och B.Y.Sun. Eleutherococcus pilosulus ingår i släktet Eleutherococcus och familjen Araliaceae. Inga underarter finns listade.